# Jamiroquai
Jamiroquai este o formație britanică de acid jazz/funk/soul/disco. Jamiroquai era la început cea mai importantă componentă a mișcării de acid jazz din Londra anilor 1990, împreună cu trupe cum ar fi Incognito, the Brand New Heavies, Galliano și Corduroy. În albumele următoare au explorat alte direcții muzicale cum ar fi pop, rock și electronică. Jamiroquai a vândut peste 21 milioane albume în toată lumea.

## Membrii trupei

### Membri actuali
- Jay Kay - solist vocal (1992-prezent)
- Derrick McKenzie - baterie (1994-prezent)
- Sola Akingbola - percuție (1994-prezent)
- Rob Harris - chitară (2000-prezent)
- Matt Johnson - claviaturi (2002-prezent)
- Paul Turner - chitară bas (2005-prezent)
- James Russell - saxofon, flaut (2010-prezent)
- Jim Corry - saxofon (2010-prezent)
- Malcolm Strachan - trompetă (2010-prezent)

### Foști membri
- Toby Smith - claviaturi (1992-2002)
- Wallis Buchanan - didgeridoo (1992-1999)
- Stuart Zender - chitară bas (1992-1998)
- Nick Van Gelder - baterie (1992-1993)
- DJ D-Zire (1992-2001)
- Gavin Dodds - chitară (1992-1994)
- Maurizio Ravalico - percuție (1992-1994)
- Nick Tydman - bas (1992)
- Simon Bartholomew - chitară (1992)
- Mike Smith - saxofon (1993-1994, 1999-2000)
- Glenn Nightingale - chitară (1993)
- Adrian Revell - saxofon, flaut (1995-1997)
- Winston Rollins - trombon, trompetă (1994-1997)
- Martin Shaw - trompetă, flugelhorn (1995-2000)
- Simon Katz - chitară (1995-2000)
- Nick Fyffe - chitară bas (1999-2003)
- Simon Carter - claviaturi (1999-2002)
- Richard Murphy - bas (2005)

## Discografie

### Albume de studio
- Emergency on Planet Earth (1993)
- The Return of the Space Cowboy (1994)
- Travelling Without Moving (1996)
- Synkronized (1999)
- A Funk Odyssey (2001)
- Dynamite (2005)
- Rock Dust Light Star (2010)

### Compilații
- Jay's Selection (1996)
- In Store Jam (1997)
- Late Night Tales: Jamiroquai (10 noiembrie 2003)
- High Times: Singles 1992-2006 (6 noiembrie 2006)

### Album live
- JAZZiroquai (1998)

### Album de remixuri
- 1999 Remixes (20 septembrie 1999)